# 杭州西站
杭州西站是位于中国浙江省杭州市余杭区仓前街道320国道（东西大道）以东、良睦路以西、留祥路西延以南、老宣杭铁路仓前站以北区块，2019年9月17日开工建设，2022年9月22日启用。车站定位为和杭州东站相同的全国性铁路枢纽。根据规划，该站主要办理商合杭、沪乍杭、杭温铁路、临安（武汉）方向动车组，以及部分杭黄、杭绍台铁路动车组始发终到作业，同时办理商合杭、沪乍杭铁路-杭黄、杭温铁路动车组通过作业。
本站及周边配套设施是第一批交通强国“十四五”重点项目之一。

## 车站结构

### 站房
杭州西站站房（含综合交通及地方配套）占地约15公顷，站房南北最宽处为312米，最高处约52米，地上建筑面积约50万平方米（其中车站和铁路配套约30万平方米，综合交通和地方配套约20万平方米）。整体造型为云状，设计理念是“多维一体的交通组织、理性而充分的综合开发，既有江南气质又具未来感的城市空间”。站房地上共五层，由下至上分别是高铁出站层和综合交通设施层（公交、大巴、出租车、社会车辆）、6米快速出站和城市服务设施层、高铁站台层、高架候车厅和高架落客平台层和空中花园连廊和候车室旅客服务层，地下为城市轨道和停车设施。
- 东高架落客平台
- 车站中庭
- 候车厅天花板
- 候车大厅

### 站场
杭州西站目前规划引入合杭高速铁路（湖杭铁路）、杭温高铁、杭临绩铁路、沪乍杭高铁4条高铁线，此外沪杭城际铁路复线、杭黄客运专线也可通过联络线进入本站，总规模11台20线，全部位于高架上。其中杭临绩场规模5台9线（含正线两条），湖杭场规模6台11线（含正线两条）。
- 6、7号站台
- 沪乍杭场预留股道

车站附近设有杭州西行车公寓（含单宿）、杭州西间休室、杭州西动车所公寓。

## 运营状况

### 统计
| 年份 | 发送旅客量 （万人次） | 到达旅客量 （万人次） | 来源       |
| ---- | --------------------- | --------------------- | ---------- |
| 2023 | 410.09                | 465.61                | [ 年鉴 1 ] |
| 2022 | 26.27                 | 26.07                 | [ 年鉴 2 ] |

## 接驳交通

### 地铁

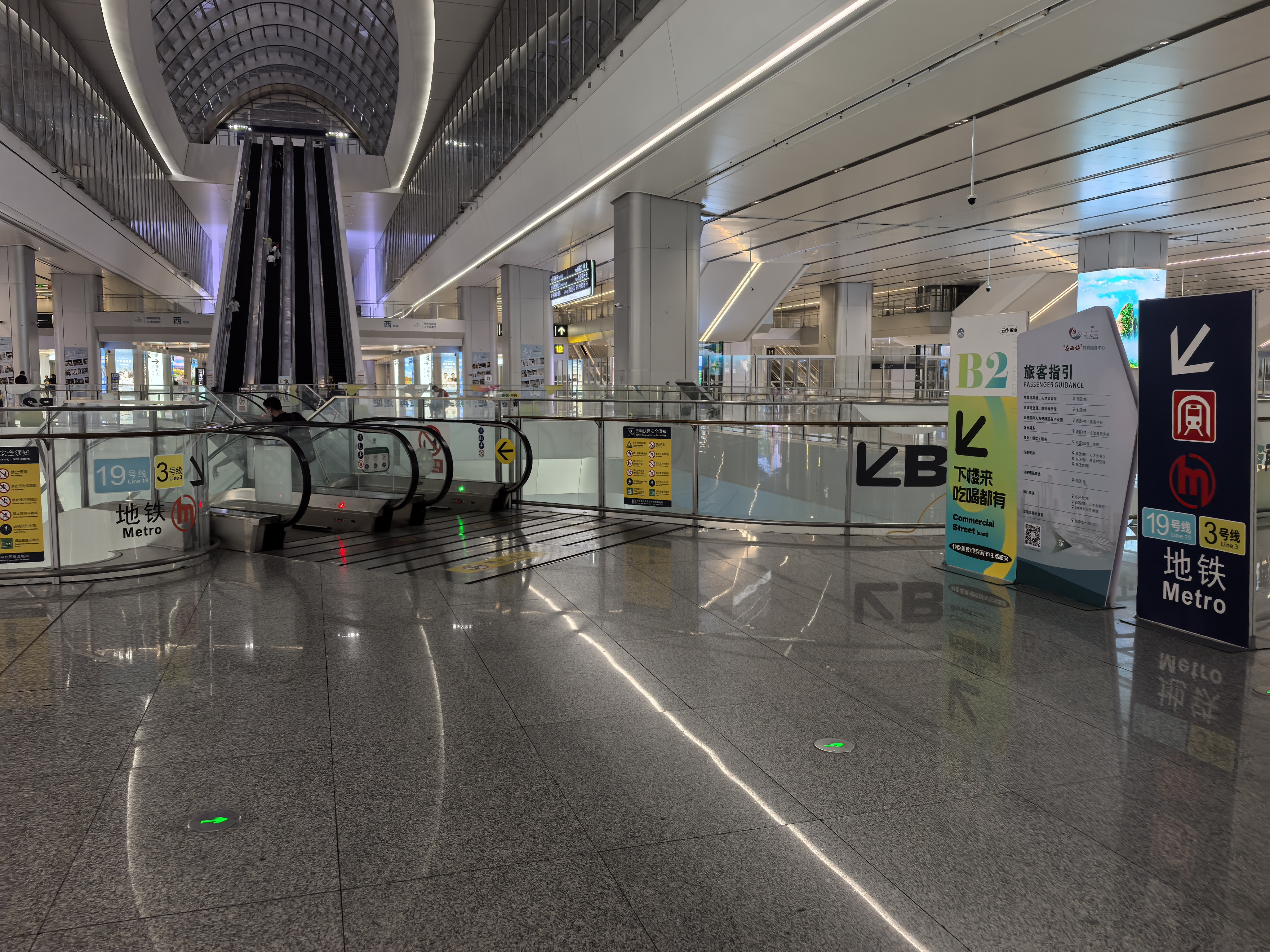
位于车站中央的地铁进站口
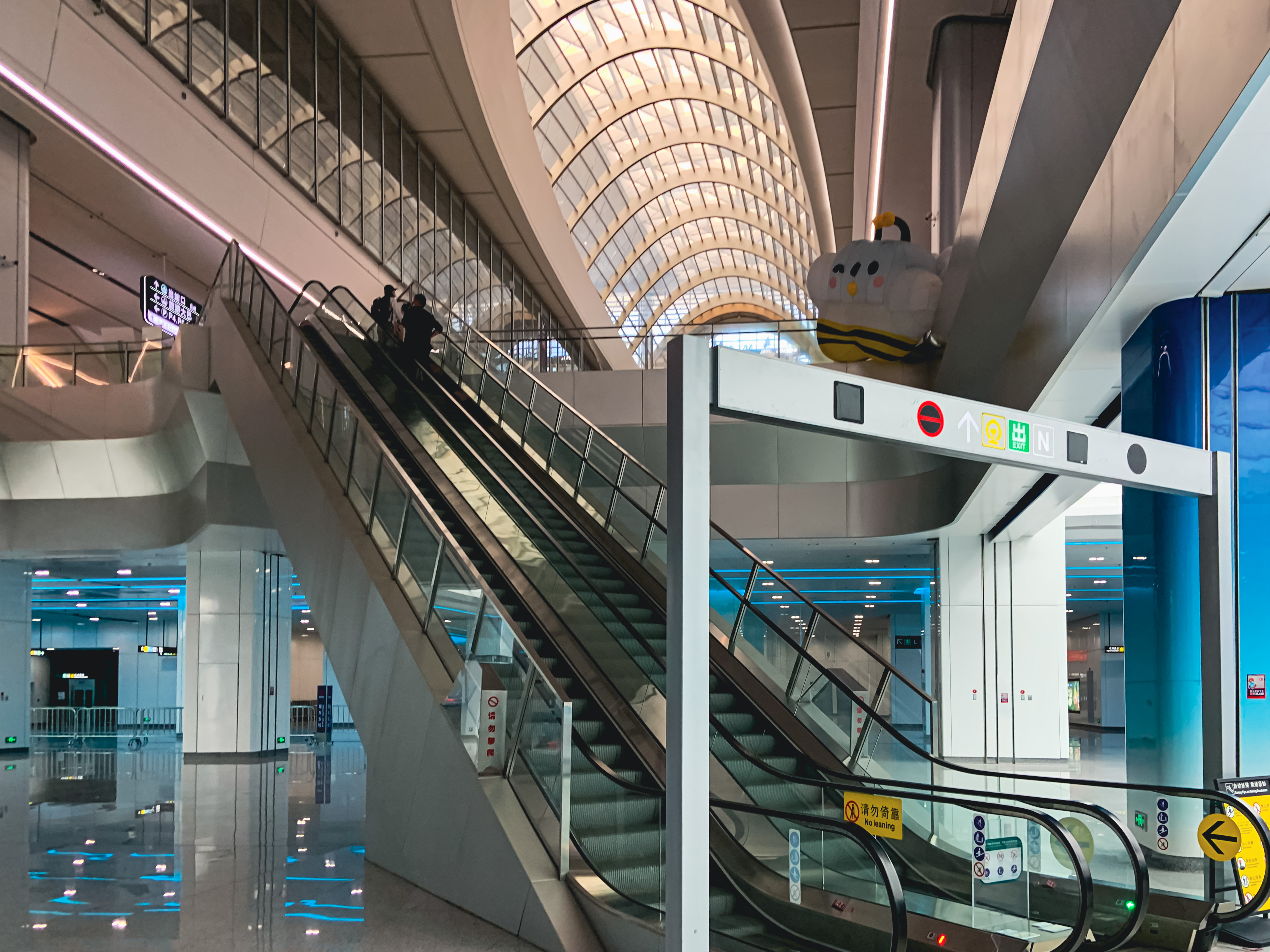
连接车站地面层与地铁站站厅的扶梯，此出入口在地铁站在杭州地铁系统中标记为N口

### 公交
杭州西站设有东、西两个公交首末站，均位于地面层的综合换乘中心内，各车站内的公交线路如下所示：
| 火车西站             | 火车西站       | 火车西站 | 火车西站           | 火车西站                 |
| 编号                 | 路线           | 路线     | 路线               | 备注                     |
| -------------------- | -------------- | -------- | ------------------ | ------------------------ |
| 349                  | 火车西站       | ⇆        | 地铁三墩站（C·D）  | 夜间下行行驶路线有所变化 |
| 349快                | 火车西站       | →        | 地铁三墩站（C·D）  |                          |
| 382                  | 汽车西站       | ⇆        | 火车西站           | 分段计价；原823路        |
| 404                  | 余杭西站       | ⇆        | 火车西站           |                          |
| 467                  | 闲林公交中心站 | ⇆        | 火车西站           |                          |
| 592                  | 银湖公交站     | ⇆        | 火车西站           |                          |
| 599B                 | 临安公交北站   | ⇆        | 火车西站           | 分段计价；定时班车       |
| 8203夜间线路         | 火车西站       | →        | 浙大玉泉总站       |                          |
| 安溪至火车西站接驳线 | 火车西站       | ⇆        | 安溪               |                          |
| 火车西站至径山专线   | 火车西站       | ⇆        | 大径山旅游集散中心 | 仅双休日、节假日开行     |

| 火车西站西   | 火车西站西           | 火车西站西 | 火车西站西           | 火车西站西   |
| 编号         | 路线                 | 路线       | 路线                 | 备注         |
| ------------ | -------------------- | ---------- | -------------------- | ------------ |
| 420          | 毛元岭公交总站       | ⇆          | 浙大一院总部一期南门 |              |
| 478M         | 地铁创景路站A口      | ⇆          | 良渚公交总站         |              |
| 7497高峰线路 | 浙大一院总部一期南门 | ⇆          | 太平车站             | 仅工作日开行 |